# 48a Divisió (Exèrcit Popular de la República)
La 48a Divisió va ser una de les divisions de l'Exèrcit Popular de la República que es van organitzar durant la Guerra Civil espanyola sobre la base de les Brigades Mixtes. Va estar desplegada al front de Llevant.

## Historial
Durant 1937 ja havia existit en el front Nord una divisió que va emprar aquesta numeració, successora de la «1a Divisió basca».
El 30 d'abril de 1938 la divisió va ser recreada en el si del XVI Cos d'Exèrcit, com a reserva del GERC. Després de passar el període d'instrucció va ser enviada al capdavant de Llevant, com a reforç a les unitats republicanes allí desplegades que intentaven detenir l'ofensiva franquista contra València. La unitat, composta per les brigades mixtes 63a, 201a i 202a, estava sota el comandament del major de milícies Inocencio Fernández López. Durant algun temps va estar adscrita al XIX Cos d'Exèrcit. Romandria en la zona de Llevant fins al final de la contesa, sense participar en operacions militars de rellevància.

## Comandaments
Comandant
- major de milícies Inocencio Fernández López;[6]

Comissaris
- Juan Sáez Huerta, del PCE;[7]

## Ordre de batalla
| Data               | Cos d'Exèrcit adscrit | Brigades Mixtes integrades | Front de batalla |
| ------------------ | --------------------- | -------------------------- | ---------------- |
| Agost de 1937      | XIV Cos d'Exèrcit     | 157a, 158a i 163a          | Santander        |
|                    |                       |                            |                  |
| 30 d'abril de 1938 | XVI Cos d'Exèrcit     | 201a, 202a i 203a          | Reserva general  |
| Juny de 1938       | XIX Cos d'Exèrcit     | 63a, 201a i 202a           | Llevant          |
| Agost de 1938      | XVI Cos d'Exèrcit     | 63a, 201a i 202a           | Llevant          |